# Cochlioda noezliana
Cochlioda noezliana là một loài thực vật có hoa trong họ Lan. Loài này được (Mast.) Rolfe mô tả khoa học đầu tiên năm 1890.

## Hình ảnh

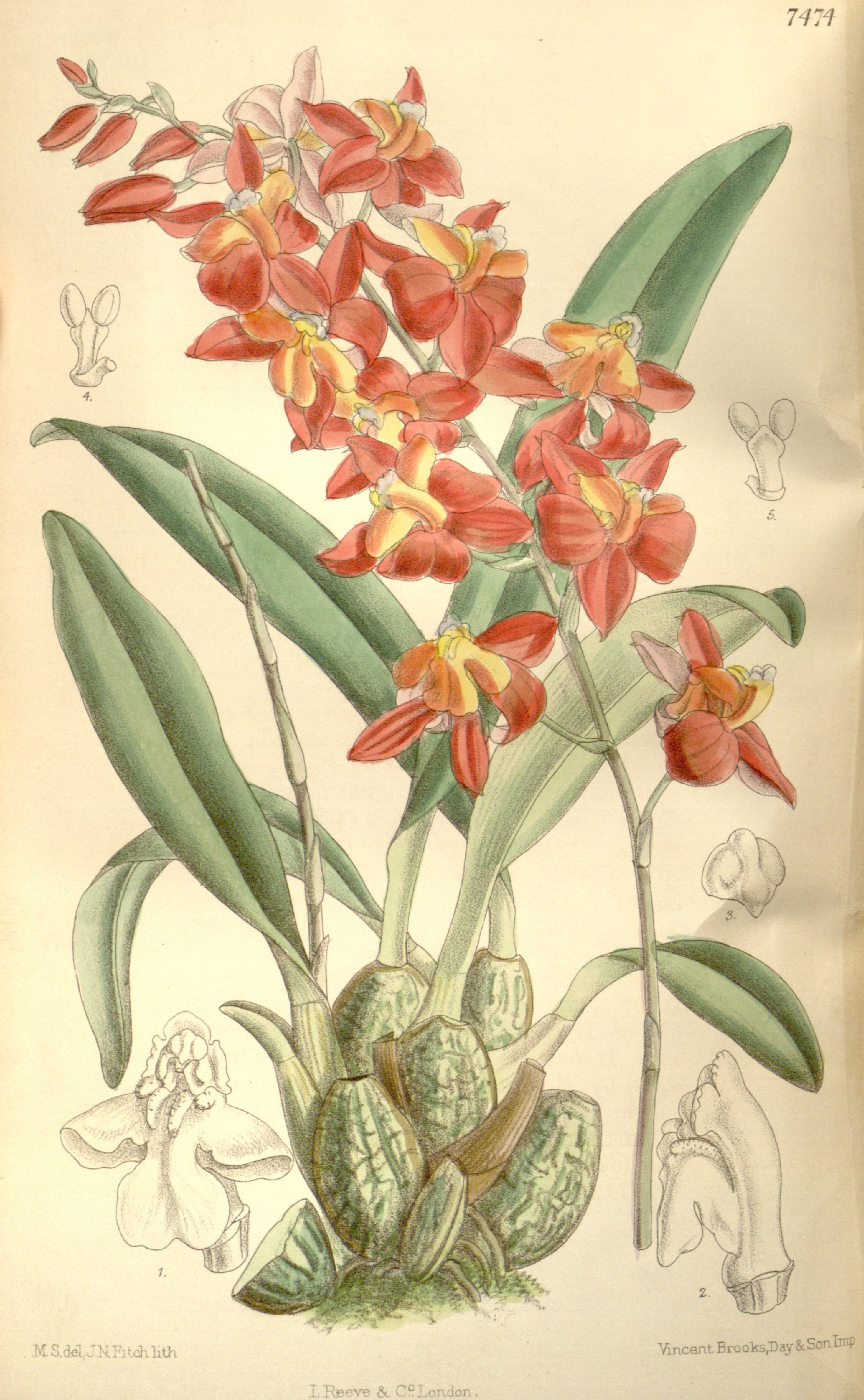